# Mónica López Barahona
Mónica López Barahona (Madrid) é bioquímica espanhola, especializada em Biologia Molecular e investigadora na área de Oncologia Molecular.
Depois de se licenciar em Ciências Químicas (especialidade em Bioquímica e Biologia Molecular) pela Universidade Complutense de Madrid (1983-1988), concluiu a sua tese de doutoramento no MD Anderson Cancer Center de Houston, obtendo o doutoramento em Ciências Químicas, na especialidade de Bioquímica e Biologia Molecular, na mesma universidade de Madrid (1988-1991) (Tese: Respostas celulares mediadas pela ação dos oncogenes ras e abl). Posteriormente concluiu o Mestrado em Filosofia.
Ela é casada com Mariano Barbacid.